# 塔皮奥·黑基莱
塔皮奥·黑基莱（芬蘭語：Tapio Heikkilä；1990年8月4日—）是一位芬蘭足球運動員。在場上的位置是後衛。他現在效力於芬蘭足球超級聯賽球隊HJK赫爾辛基足球俱樂部。他也代表芬蘭國家足球隊參賽。